# Navy Blues (album)
Navy Blues è il quarto album in studio del gruppo rock canadese Sloan, pubblicato nel 1998.

## Tracce
1. She Says What She Means – 3:01
2. C'mon C'mon (We're Gonna Get It Started) – 3:30
3. Iggy and Angus – 2:49
4. Sinking Ships – 4:57
5. Keep on Thinkin' – 2:32
6. Money City Maniacs – 3:53
7. Seems So Heavy – 4:08
8. Chester the Molester – 3:14
9. Stand By Me, Yeah – 3:19
10. Suppose They Close the Door – 3:45
11. On the Horizon – 4:06
12. I Wanna Thank You – 3:58
13. I'm Not Through With You Yet – 3:15